# Ipomoea sepacuitensis
Ipomoea sepacuitensis ist eine Pflanzenart aus der Gattung der Prunkwinden (Ipomoea) aus der Familie der Windengewächse (Convolvulaceae). Die Art ist in Mittelamerika verbreitet.

## Beschreibung
Ipomoea sepacuitensis ist eine windende, krautige Pflanze, deren Stängel aber auch halbstrauchartig verholzen können. Die Stängel sind grob borstig behaart, verkahlen jedoch im Alter. Die unbehaarten Blattspreiten sind 10 bis 17 cm lang, etwa genauso breit und bis zur Mitte oder weniger dreilappig geteilt; von nahe der Basis sind sie mit sieben bis neun Blattadern durchzogen. Die Basis ist herzförmig. Die Blattstiele sind unbehaart oder spärlich borstig behaart und etwa 10 cm lang.
Die groben Blütenstandsstiele können borstig behaart sein und werden etwa 15 cm lang. Die Blütenstände sind wenigblütige Zymen. Die Kelchblätter sind fleischig, unbehaart und sehr unterschiedlich groß. Die äußeren Kelchblätter sind breit eiförmig, stumpf und etwa 10 bis 20 mm lang, die inneren sind ähnlich geformt, aber 15 bis 35 mm lang. Die Krone ist glockenförmig, 5 cm oder mehr lang, weiß gefärbt, im Inneren ist sie rosa.
Die Früchte sind lederige, unbehaarte Kapseln, die bis zu 25 mm lang werden, oder bei Reife möglicherweise noch größer sind.

## Verbreitung
Die Art ist nur aus wenigen Aufsammlungen aus Guatemala und Britisch-Honduras bekannt. Sie ist dort wahrscheinlich in Dickichten und am Rand von Lichtungen zu finden.